# Henri Bouillard
Henri Bouillard  (* 13. März 1908 in Charlieu; † 22. Juni 1981 in Paris) war ein französischer Jesuit und Hochschullehrer.

## Leben
Von 1941 bis 1950 unterrichtete Henri Bouillard an der Theologischen Fakultät in Lyon-Fourvière. Im Jahr 1950 wurde ihm sein dortiger Lehrstuhl entzogen, weil er – genauso wie Henri de Lubac – ein Anhänger der Nouvelle Théologie war. Er habilitierte sich mit einer Arbeit über Karl Barth und wurde Professor für Fundamentaltheologie am Institut catholique de Paris.
Zusammen mit dem Jesuiten und späteren Kardinal Jean Daniélou gründete er 1967 das Institut de Science et de Théologie des Religions (ISTR) in Paris.
Thomas von Aquin, Karl Barth, Maurice Blondel und Eric Weil prägten Henri Bouillards theologisches Denken.
Max Seckler übersetzte Bouillards Buch Blondel et le christianisme ins Deutsche.

## Schriften

### Französische Erstausgaben
- Karl Barth, 3 Bände, Aubier, 1957
- Blondel et le Christianisme, Editions du Seuil, 1961
- Logique de la Foi, Aubier, 1964
- Vérité du Christianisme, Desclée de Brouwer, 1989
- Comprendre ce que l’on croit, Aubier, 1992
- Connaissance de Dieu, Flammarion, 1992
- Le mystère chrétien à l’épreuve de la raison et de la foi, Éditions Tequi, 2001
- Conversion et grâce chez saint Thomas d’Aquin, Aubier, 2008

## Deutsche Übersetzungen
- Blondel und das Christentum. Matthias-Grünewald-Verlag, Mainz 1963.
- Logik des Glaubens. Herder, Freiburg 1966.